# Kim Steiner
Kim Steiner (* 24. Februar 1993) ist eine deutsche Gewinnerin einer Casting-Show. Sie gewann im Jahre 2005 den Kiddy Contest mit dem Titel Alle verknallt. 
Steiner ist deutsch-vietnamesischer Herkunft. Ihren ersten Auftritt als Sängerin hatte sie 1998 im Tigerenten Club in Neustadt an der Weinstraße. Mit neun Jahren absolvierte sie live einen 30-Minuten-Open-Air-Auftritt. Sie trat bei Radio Regenbogen auf und hatte mehrere Fernsehauftritte, unter anderem in der ARD und beim ORF.
2005 gewann sie den Kiddy Contest mit dem Lied Alle verknallt.
2009 trat sie mit ihrer Band The Tiny Hope auf.

## Auszeichnungen
- 2001 Goldene Musiknote (SWR)
- 2005 Kiddy Contest Awards: Doppelplatin (Österreich)